# Nicola Formichella
Nicola Formichella (Benevento, 27 novembre 1975) è un politico e giornalista italiano.

## Biografia
Consegue la maturità Liceo Scientifico di Telese Terme nel 1994, lavorando parallelamente come giornalista in una piccola tv locale, di cui diventa direttore nel 1999.
Si iscrive all'Università nel 1994, laureandosi con lode in Scienze Politiche nel 1999.
Successivamente, consegue il Master in Studi Legislativi presso l'ISLE di Roma, e grazie alla sua attività giornalistica, diventa dal 1997 giornalista pubblicista, iscritto all'Albo della Regione Campania.
Dopo la laurea ,entra a far parte dell'Ufficio Legislativo del gruppo di Forza Italia al Senato, occupandosi di Istruzione, Lavoro e Industria. Negli stessi anni, si occupa dell'organizzazione del movimento giovanile di Forza Italia in provincia di Benevento.
Qualche mese più tardi, dopo aver coordinato la campagna elettorale del senatore Lino Jannuzzi, diventa assistente parlamentare del senatore Marcello Dell'Utri, e dello stesso Jannuzzi.
Nella primavera del 2002, fonda il primo Circolo giovani d'Italia a Roma, riuscendo successivamente a dar vita, insieme al Sen. Dell'Utri a 4000 Circoli.
Diventa quindi, prima Segretario dell'Associazione Nazionale “Il Circolo del Buongoverno”, e poi Direttore Generale della Fondazione “Il Buongoverno".
Nel novembre 2015 è nominato Chief Strategy Officer di Universitas Mercatorum.
Nel febbraio del 2024 viene nominato Amministratore delegato di BFC Media, gruppo multimediale italiano specializzato nella fornitura di informazioni e prodotti finanziari per i piccoli investitori. Attualmente pubblica i mensili Forbes, Bluerating, Private, Asset Class e Robb Report.

## Attività politica
Alle elezioni politiche del 2008 è candidato alla Camera dei Deputati, nella circoscrizione Campania 2, nelle liste del Popolo della Libertà come esponente di Forza Italia), venendo eletto deputato della XVI Legislatura.
Alla Camera fa parte della Commissione Lavoro pubblico e privato ed è Capogruppo del PdL nella Commissione Politiche dell'Unione Europea, oltre che Responsabile del coordinamento tra PPE e PdL per la Camera dei Deputati.
È inoltre, Vice Presidente dell'Osservatorio Parlamentare sul mercato immobiliare, e componente dell'intergruppo parlamentare per la promozione del Web 2.0.
Dopo la nascita del Popolo della Libertà, viene nominato da Silvio Berlusconi, Vice Responsabile del Settore Formazione del PdL.
Durante le elezioni regionali in Campania nel 2010, sostiene la candidatura del Presidente Stefano Caldoro, poi risultato vincitore; dopo le elezioni il neo governatore Caldoro, lo nomina suo consigliere politico, con delega ai rapporti con il Parlamento.
Alle elezioni politiche del 2013 è ricandidato alla Camera dei Deputati, nella circoscrizione Campania 2, sempre nelle liste del Popolo della Libertà risultando il terzo dei non eletti.
A novembre 2013, con lo scioglimento del Popolo della Libertà, aderisce alla rinata Forza Italia di Silvio Berlusconi.